# Jennifer Sidey-Gibbons
Jennifer Anne MacKinnon „Jenni“ Sidey-Gibbons (* 3. August 1988 in Calgary, Alberta) ist eine kanadische Raumfahreranwärterin und Ingenieurin. Sie wurde im Jahr 2017 von der kanadischen Weltraumbehörde (CSA/ASC) als eines von zwei Mitgliedern der CSA-Gruppe 4 für die Raumfahrtausbildung ausgewählt, die sie 2020 erfolgreich abschloss.

## Frühe Jahre
Sidey-Gibbons kam am 3. August 1988 in Calgary in der kanadischen Provinz Alberta zur Welt. Schon als Kind war sie vom Weltall fasziniert und sammelte Zeitungsartikel über Kanadas erste Astronautin Roberta Lynn Bondar. Als Jugendliche interessierte sie sich für Geologie und Maschinenbau.

## Beruflicher Werdegang

### Ausbildung
Während ihres Maschinenbaustudiums an der McGill University in Montreal führte sie in Zusammenarbeit mit der kanadischen Raumfahrtbehörde und dem Flugforschungslabor des National Research Council of Canada Forschungsarbeiten zur Flammenausbreitung in der Mikrogravitation durch. Ihren Bachelor machte sie 2011 mit Auszeichnung. Im Jahr 2015 promovierte sie im Fach Maschinenbau, Schwerpunkt Verbrennungstechnik, an der University of Cambridge.

### Lehrtätigkeit
Vor ihrer Tätigkeit bei der kanadischen Raumfahrtbehörde arbeitete Sidey-Gibbons als Lecturer für Verbrennungsmotoren am Department of Engineering der Universität Cambridge. Ihr Forschungsschwerpunkt lag auf der Nutzbarkeit von Flammen sowie der Entwicklung emissionsarmer Brennkammern für Gasturbinenmotoren. Ihr Lehrgebiet umfasste außerdem die konventionelle und alternative Energieerzeugung, einführende Thermodynamik sowie Flammenphysik.
Sie ist Mitbegründerin der Cambridge-Abteilung von Robogals, einer von Studierenden geführten internationalen Organisation, die junge Frauen durch Spaß und Bildungsinitiativen zum Studium der MINT-Fächer inspirieren und befähigen will. Im Rahmen dieser Arbeit unterrichtete sie über 3000 Mädchen in ganz Großbritannien.
Für ihre Leistungen wurde sie 2016 mit dem Young Woman Engineer of the Year Award und dem Royal Academy of Engineering Young Engineer of the Year Award ausgezeichnet.

### Raumfahrtkarriere
Am 1. Juli 2017 wurde Sidey-Gibbons neben Joshua Kutryk im Rahmen der vierten kanadischen Rekrutierungskampagne für Astronauten ausgewählt. Sie zog daraufhin nach Houston, Texas, um das zweijährige Astronautenanwärter-Trainingsprogramm am Lyndon B. Johnson Space Center als Mitglied des Ausbildungsjahrgangs 2017 der NASA zu absolvieren. Sie schloss die Ausbildung im Januar 2020 erfolgreich ab. Sie ist damit nach Roberta Bondar und Julie Payette die dritte Frau im Astronautenkorps der CSA und zugleich die jüngste Astronautin Kanadas. Im November 2023 wurde sie als Ersatz-Missionsspezialistin dem Raumflug Artemis 2 zugeteilt. Würde Jeremy Hansen ausfallen, wäre Sidey-Gibbons die erste Kanadierin, die zum Mond fliegt.